# Isola Hog
Hog (in aleutino Uknadigax) è un'isola del gruppo delle Fox nell'arcipelago delle Aleutine orientali e appartiene all'Alaska (USA). Si trova nella Unalaska Bay a nord dell'isola di Unalaska, di fronte al porto di Dutch Harbor.
Il suo nome (che significa "maiale") è la traduzione della denominazione Svinoy (dal russo свиньи, svin'i, "suini") registrata dal capitano Teben'kov nel 1852.